# Evelyn Jamison
Evelyn Mary Jamison (* 24. Februar 1877 in St Helens (Merseyside); † 9. Mai 1972 in London) war eine britische Mediävistin, die sich vor allem  der Erforschung der Geschichte der Normannen in Sizilien gewidmet hat.
Nach dem Studium an Lady Margaret Hall war sie von 1903 bis 1906 Research Fellow am Somerville College in Oxford, 1907 wurde sie Bibliothekarin an Lady Margaret Hall, wo sie 1920 Vizeprinzipal wurde. Von 1928 bis 1935 lehrte sie als Lecturer für Geschichte an der Universität.
Für ihre Geschichte der normannischen Provinzverwaltung unter Roger II. und Wilhelm I. veröffentlichte sie erstmals eine Reihe wichtiger Urkunden. Die Veröffentlichung bis dahin unbekannter Archivalien ist auch ein Kennzeichen ihrer weiteren Aufsätze zur Geschichte der Verwaltung des normannischen Königreichs Sizilien. Dies ist von besonderer Bedeutung, da eine Reihe der von ihr veröffentlichten Dokumente während des Zweiten Weltkriegs verloren gegangen sind. Daneben untersuchte sie die englisch-sizilianischen Beziehungen im 12. Jahrhundert. Als Hauptwerk ist die Edition des Catalogus baronum, eines Verzeichnisses der Lehensträger und ihrer Leistungsverpflichtungen in festländischen Teilen des Königreichs Sizilien, zu bezeichnen, die im Jahre ihres Todes veröffentlicht werden konnte. Den Kommentarband konnte sie nicht mehr fertigstellen, er wurde auf der Grundlage ihrer Notizen von Errico Cuozzo vollendet.
Aus ihren Studien zur normannischen Verwaltung erwuchs auch die Monographie über den ammiratus Eugenius von Palermo; ihr Versuch der Identifikation mit Hugo Falcandus stieß jedoch auf allgemeine Ablehnung.
Ein wissenschaftlicher Teilnachlass befindet sich im Londoner Warburg Institute.

## Schriften (Auswahl)
- The Norman Administration of Apulia and Capua, more especially under Roger II and William I, 1127–1166, in: Papers of the British School at Rome 6 (1913) 211–481; Reprint of the Edition 1913, edited by Dione Clementi and Theo Kölzer, Aalen 1987
- Studies on the History of Medieval Sicily and South Italy , herausgegeben von Dione Clementi. Aalen 1992
- Admiral Eugenius of Sicily, His Life and Work and the Authorship of the Epistola ad Petrum and the Historia Hugonis Falcandi Siculi, London 1957
- Judex Tarentinus. In: Proceedings of the British Academy 53, 1968, S. 289–344.
- Catalogus Baronum, Rom 1972  	(Fonti per la storia d’Italia; 101)